# Lijst van vlaggen van IJsland
Dit is een lijst van vlaggen van IJsland.

## Nationale vlag (perFIAV-codering)
|          | Civiele vlag | Staatsvlag | Oorlogsvlag |
| -------- | ------------ | ---------- | ----------- |
| Te land  | · ?          | · ?        | · ?         |
| Te water | · ?          | · ?        | · ?         |

Aangezien IJsland geen eigen krijgsmacht heeft, heeft het geen oorlogsvlaggen.

## President
| Vlag | Periode | Functie               | Beschrijving                                                       |
| ---- | ------- | --------------------- | ------------------------------------------------------------------ |
|      |         | Vlag van de president | Gebaseerd op de staatsvlag, met in het midden het nationale wapen. |

## Overheidsdiensten
De oorlogsvlag is reeds in de eerste tabel te vinden.
| Vlag | Periode | Functie            | Beschrijving                                                 |
| ---- | ------- | ------------------ | ------------------------------------------------------------ |
|      |         | Vlag van de douane | Gebaseerd op de staatsvlag, met een T in de linkerbovenhoek. |